# Wijk en Aalburg
Wijk en Aalburg – wieś położona nad rzeką Moza w holenderskiej prowincji Brabancja Północna w gminie Aalburg. Wieś ma 6182 mieszkańców (2010), a powierzchnia wynosi 19,81 km².

## Zabytki
- Młyn De Twee Gebroeders
- Zreformowany Kościół Aalburg

## Osobistości
- Marianne Vos